# 大田晋
大田 晋（おおた しん、1947年 - ）は、日本の元厚生官僚、広島市元助役、川崎医療福祉大学元教授である。広島県出身。

## 来歴
広島県広島基町高等学校（現・広島市立基町高等学校）を経て、1971年に東京大学法学部を卒業し、厚生省に入省。1973年から2年間、フランスのリヨン大学大学院に留学した。
1980年から3年間、広島市に出向した。1994年9月、環境庁大気保全局企画課長。1996年に広島市助役に就任した。
1999年、自由民主党推薦で広島市長選に出馬したが、落選。2003年にも自民党推薦で出馬したが、秋葉忠利に破れ落選。
1999年10月に川崎医療福祉大学教授に就任。2015年3月末で同大を退職。